# Liebfrauenschule Coesfeld
Die Liebfrauenschule Coesfeld ist ein 1955 gegründetes Berufskolleg in Coesfeld. Aktuell werden ca. 900 Lernende von ca. 65 Lehrpersonen unterrichtet.

## Geschichte
1954 fand die Eröffnung der Liebfrauenburg mit 27 Schülerinnen in zwei Klassen statt.
1955 entstand eine Fachschule für Kindergärtnerinnen und Hortnerinnen. 1966 erfolgte die Einweihung der neuen Schule, 330 Schülerinnen wurden in 14 Klassen in der Liebfrauenschule unterrichtet. Schulträger bis 2000 war die Kongregation der Schwestern Unserer Lieben Frau, danach wurde die Schule ein Berufskolleg des Bistums Münster. 2009 fand ein Umbau der Schule statt.

## Schulabschlüsse – Bildungsgänge
In den beiden Fachbereichen „Sozial- und Gesundheitswesen“ und „Ernährungs- und Versorgungsmanagement“ werden verschiedene Bildungsgänge angeboten.
Die Bildungsziele erstrecken sich vom Staatlich geprüften Assistenten (z. B. Kinderpflege oder Sozialassistenz) mit Fachoberschulreife, verschiedene Wege zur Fachhochschulreife, dem Abitur bis zu den Fachschulen mit den Abschlüssen Erzieher, Heilerziehungspfleger und Heilpädagoge.

## Schulleiter
- 1993–2010: Kurt Dirking
- 2010–2020: Ulrich Pischke
- 2020–2023: Ansgar Plaßmann
- 2023–2024: Marco Muschner (komm.)
- seit 1. August 2024: Sebastian Kotte